# Okseøer
Okseøerne är två öar i Danmark, Store Okseø och Lille Okseø. De ligger i Flensburgfjorden i Region Syddanmark, i den södra delen av landet. Det finns en invånare på Store Okseø (2020).
På öarna finns skog och gräsmarker.